# Viking történelem

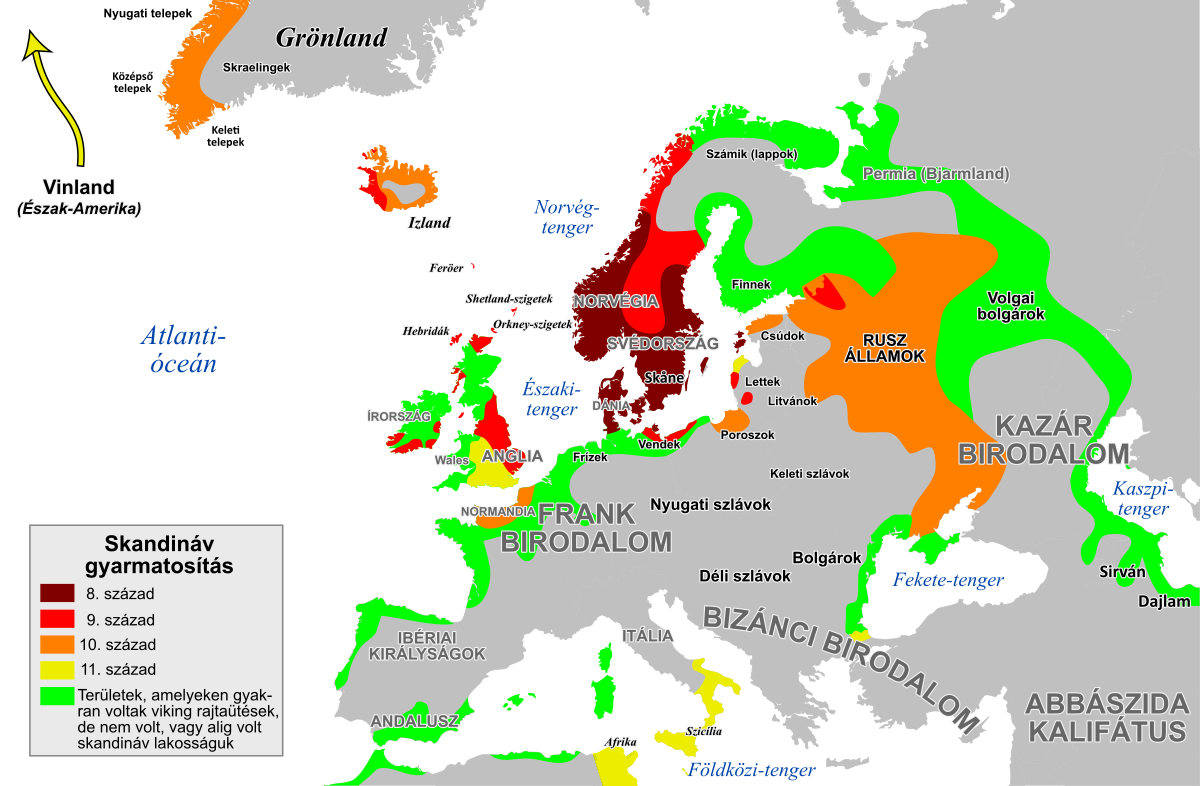
A térkép ábrázolja a skandinávok lakta, illetve befolyásuk alatt álló területeket

A viking történelem az Európa északi felén élő főleg skandináv eredetű kereskedők, hajósok és harcosok cselekedeteit mutatja be. Ők a 8. századtól indultak útra rablóportyákra, új területek meghódítására és benépesítésére. Ismert elnevezéseik még a normannok (északi emberek), a russzok és a varégok.
A Skandináviából származó vikingek korának kezdete pontosan meghatározható: az első nagy visszhangot kiváltó támadás a lindisfarne-i kolostor ellen, 793. június 8-án történt. A végét már nem lehet egy adott eseményhez kötni, de nagyjából egybeesett a kereszténység felvételének lezárultával, a 11. század végén. Az e két időpont között eltelt három évszázadban a viking harcosok rettegésben tartották egész Nyugat- és Dél-Európát, meghódították Anglia és Írország nagy részét, Normandiában megalapították a hercegséget, a mai Ukrajna és Oroszország területén pedig a Kijevi Rusz államot. Elfoglalták Izlandot, felfedezték és gyarmatosították Grönlandot, és egy rövid időre letelepedtek Észak-Amerikában is.
A vikingek ezen időszakban nagy számban hagyták el szülőföldjüket és szálltak tengerre. Ennek számos tényező állhatott a hátterében. Először a túlnépesedést szokták említeni, aminek forrása a skandinávok között szokásos poligámia, a többnejűség, az ágyasok, szeretők tartása lehetett. Egy apának az adott okot a büszkeségre, ha minél több fiat nemzett. Ennek ellenére a skandinávok erősen ragaszkodtak az elsőszülöttségi rendszerhez, ami szerint mindig a legidősebb fiú a kizárólagos örökös. A többieknek, akik elégedetlenkedtek helyzetükkel, karddal és ravaszsággal kellett hírnevet, vagyont szerezniük, és egy befolyásos szövetségest, aki segíthetett erővel alátámasztani követeléseiket.

## A vikingek kirajzásának okai és formái

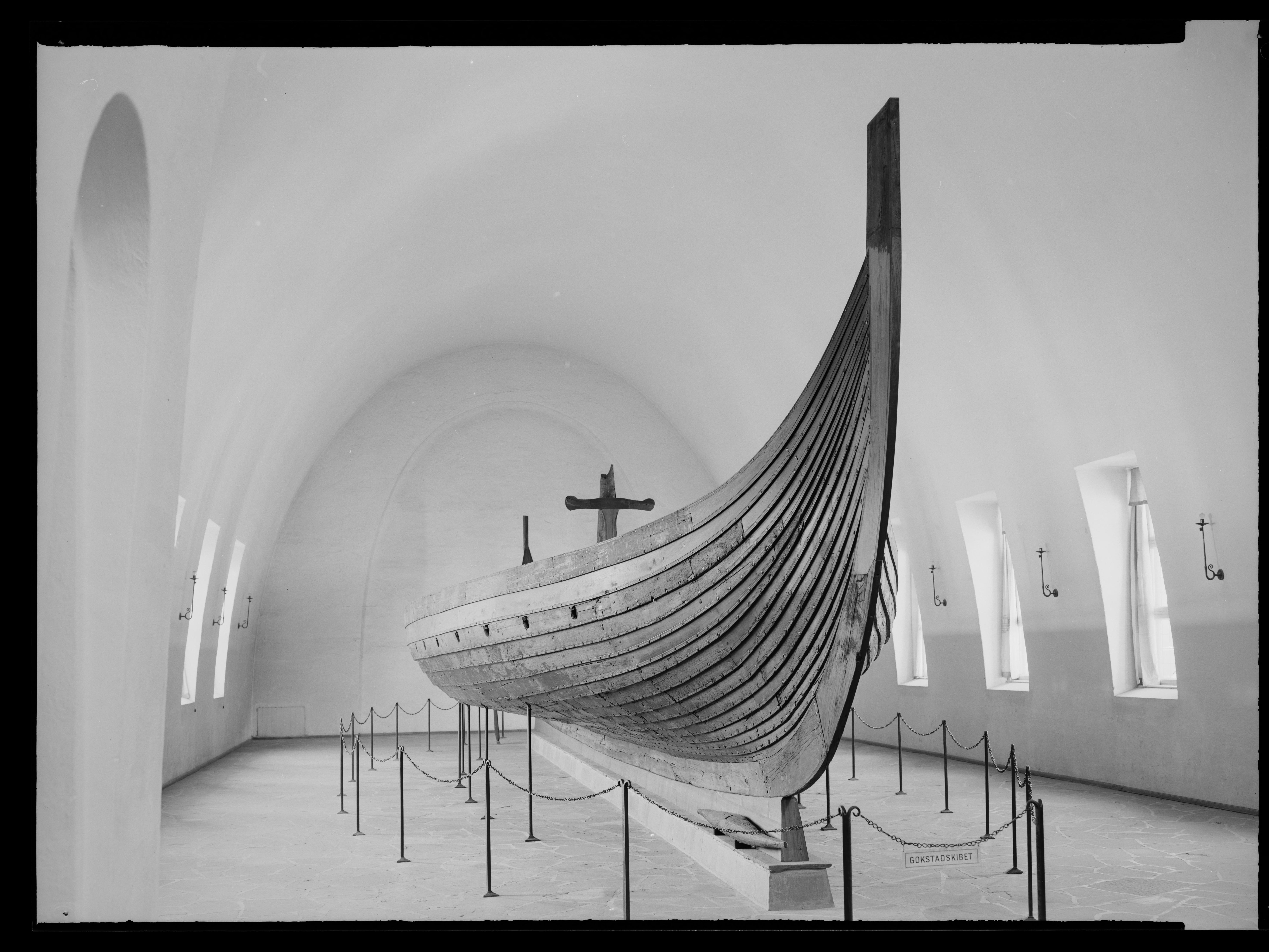
A gokstadi viking hajó maradványai, Norvégia, Sandefjord

A vikingek a 8. századtól kezdve nagy számban hagyták el szülőföldjüket, és szálltak tengerre. Ennek számos tényező állhatott a hátterében. Először a túlnépesedést szokták említeni, aminek oka a skandinávok között szokásos poligámia, többnejűség, az ágyasok, szeretők tartása lehetett. Egy apának az adott okot a büszkeségre, ha minél több fiút nemzett. Ennek ellenére a skandinávok erősen ragaszkodtak az elsőszülöttségi rendszerhez, ami szerint mindig a legidősebb fiú a kizárólagos örökös. A többieknek, ha elégedetlenek voltak helyzetükkel, karddal és ravaszsággal kellett hírnevet, vagyont szerezniük, és egy befolyásos szövetségest, aki segíthetett erővel alátámasztani követeléseiket.
A legfontosabb ok azonban a kereskedelmi viszonyokban keresendő. A vikingeknek lehetőségük nyílt arra, hogy kiterjesszék befolyásukat az északi kereskedelmi utakra, és azokból nagy jövedelmet biztosíthassanak a maguk számára. Ez hozta magával a másik nagy lehetőséget, amit maradéktalanul ki is használtak: a kalózkodást. A kereskedelemből és a kalózkodásból származó vagyon és befolyás vonzereje a rablóhadjáratok fontos tényezői közé tartozott. De emellett nem szabad elfeledkezni még egy okról: a viking jellemről, amely bátor, halálmegvető, dicsőség- és kalandkereső. Ezek a vonások hatalmas, rettegett harcosokká és veszélyes ellenfelekké tették őket.
A vikingek első megmozdulásai egyéni kalózportyák, felfedező utak voltak, amelyeket általában kisebb rangú törzsfőnökök, nemzetségfők vezettek, s amelyek eredménye a gazdag zsákmány volt. Ezek a kisebb kalandozások az egész korszakra jellemzőek voltak. A magasabb rangú vikingek elsődleges célja a politikai terjeszkedés volt, olyan területek meghódítása, amelyek mind politikailag, mind kereskedelmileg értékesek lehettek. A legnagyobb hadjáratok azonban gyarmatosító szándékkal indultak, főleg dán és norvég részről. A vikingek hatalmukba kerítették Észak-Franciaországot, Angliát és Írország nagy részét, és hosszabb ideig meg is tartották. Ezeket a hadjáratokat legtöbbször nem az uralkodók, hanem magas rangú hadvezérek irányították. A svéd vikingek azonban az új kereskedelmi lehetőségek felkutatásában jeleskedtek, s tevékenységük nem nyugatra, hanem délre, délkeletre irányult.

## A vikingek megjelennek az európai történelemben

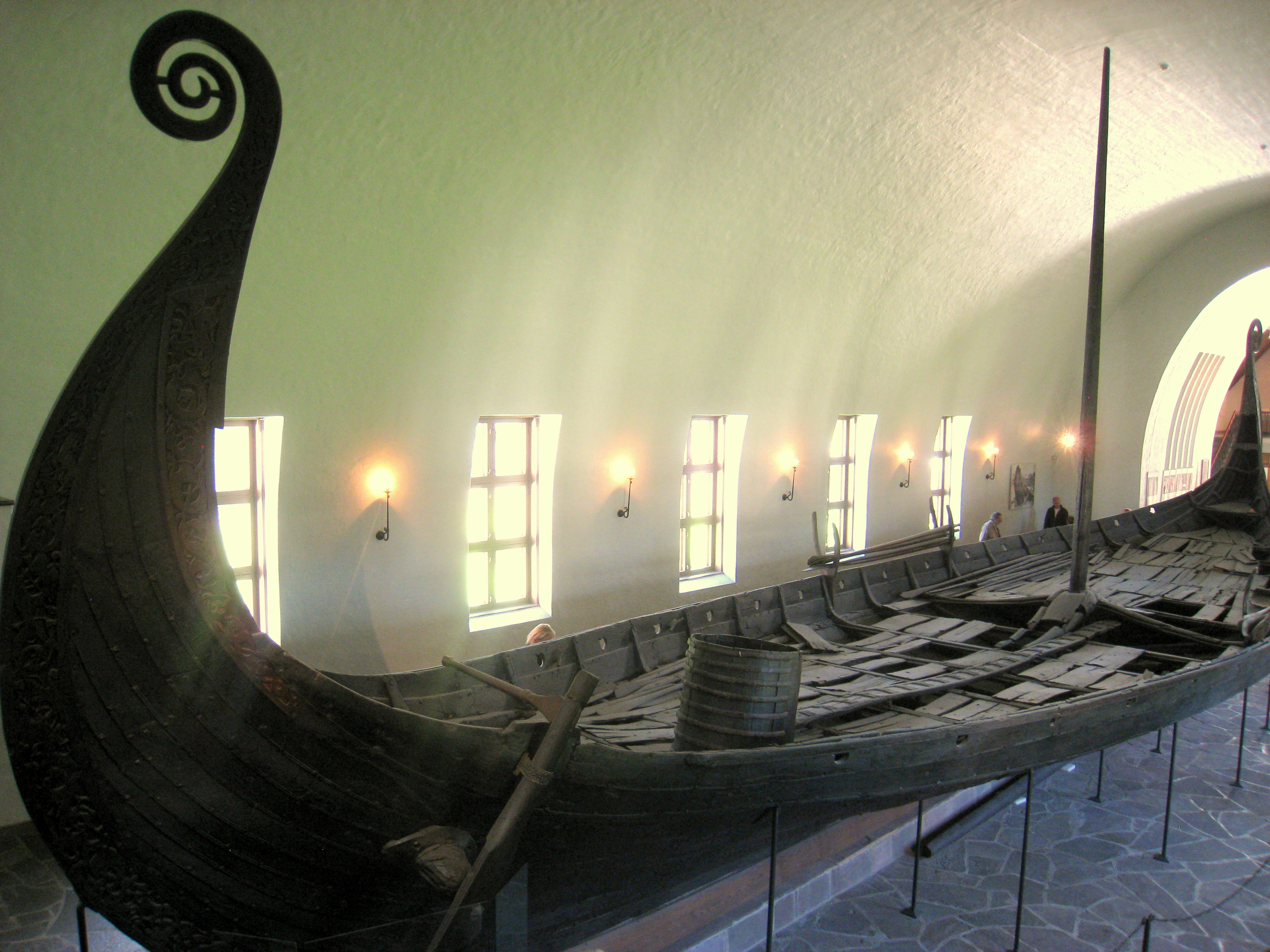
Az osebergi hajó 834-ből

Az első viking portya, amelyről feljegyzés maradt fenn, 793 júniusában történt, és egy kis northumbriai sziget, Lindisfarne felé irányult, amelyen egy évszázaddal korábban Szent Cuthbert püspök élt és dolgozott. A norvég vikingek kifosztották és felgyújtották a kolostort, lemészárolták a szerzetesek nagy részét. A tett nagy visszhangot váltott ki Angliában, a kortársak Isten büntetését látták benne. A lindisfarne-i támadásnak állít emléket az a kő, amelyet angol régészek találtak, s amelyen talán egy túlélő szerzetes örökítette meg a vikingek fosztogatását. A kő egyik oldalára keresztény szimbólumokat véstek, a másik oldalán pedig kardokkal, csatabárdokkal hadonászó, idegen módra öltözött támadókat ábrázoltak.
A 8. század végén és a 9. század elején egyre több ilyen támadás volt. A norvégok ekkor már valószínűleg gyarmatosították a Skócia partjainál található lakatlan szigeteket, és portyáikat innen indították. A lindisfarne-i pusztítás s az azt követő hasonló esetek figyelmeztető jelek voltak egész Nyugat-Európa számára.

## A svéd vikingek (varégok)
Svédország svéd neve, Sverige az óészaki Svíariki (Svía országa) névből ered. A svéd vikingeket a korabeli szláv és görög források varégoknak (óészaki nyelven: væringjar, német nyelven Waräger, görög nyelven: Βάραγγοι vagy Βαριάγοι, ószláv nyelven: Вар`яже, Вар`язі) nevezték. Az óskandináv vaeringar harcos kereskedő közösséget, a görög varangos bizánci szolgálatban álló skandináv harcost jelentett, a két változat nyilvánvalóan összefügg.
A varégok, a svéd vikingek terjeszkedési irányát Svédország földrajzi helyzete határozta meg. Kiindulópontjai Uppland és Gotland voltak. A 9. században innen terjeszkedtek Észtország, Lettország területe, valamint a Ladoga-tó és az Onyega-tó felé. Először a Ladoga-tó partján telepedhettek le. Innen jutottak tovább a keleti szlávok (köztük az oroszok ősei) vidékére. Itt először kereskedelmi telepeket alapítottak, majd a szláv őslakókat katonailag is leigázták, később a szláv népességbe olvadtak, asszimilálódtak. Szomszédságukban (a mai Oroszország területén) akkor két nagy állam terült el, a volgai bolgároké és a kazároké (Kazár Kaganátus).

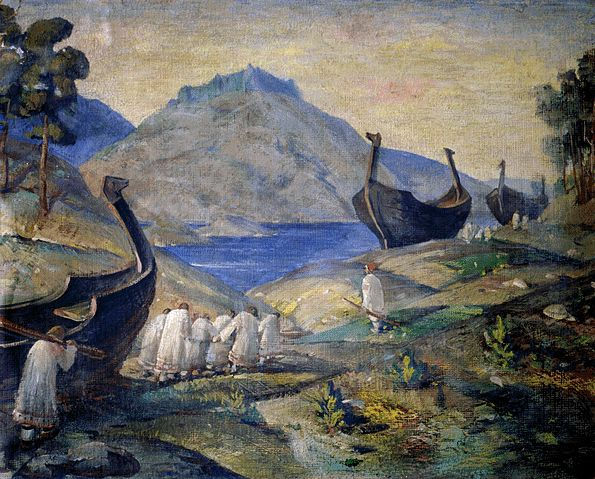
Nicholas Roerich: Folyóról folyóra, a varég kereskedők a Volgán, a Donon, a Dnyeperen és mellékfolyóikon hajóztak dél felé

A varégok – vagy ahogyan a bizánci és arab források nevezték őket, a ruszok – elsődleges célja eleinte nem a gyarmatosítás, hanem a kereskedelmi lehetőségek felkutatása, új piacok szerzése, és vásárhelyek, kereskedelmi utak létrehozása volt. A korabeli leírások szerint a megszerzett területeken nem is foglalkoztak mezőgazdasággal, a földművelésben csak az őslakók vettek részt.
A varég kereskedők terjeszkedésében nem a tenger, hanem a belföldi víziutak játszottak meghatározó szerepet. A nagy folyókon (Volga, Don, Dnyeper) hajóztak dél felé, így eljutottak a Fekete-tenger vidékén élő népekhez, és például az etelközi magyarokkal is kereskedelmi kapcsolatokat folytattak. Végül olyan messzire hatoltak, hogy kijutottak a Földközi-tengerre és 860-ban megtámadták a Bizánci Birodalmat. A 9. század végére a varég befolyás fontos tényezővé vált a kelet-európai kereskedelemben, hiszen a fontos víziutakon, köztük a Volgán és a Dnyeperen elsősorban az ő hajóik szállították az árukat. A volgai út később vesztett fontosságából, a kereskedelem súlypontja áthelyeződött a Fekete-tenger és Bizánc felé.
A források szerint ebben az időben a bizánci császárok testőrségét viking harcosok alkották, akik hűségesküt tettek neki. Nem csak a császárok hálószobáit, de azok kincstárait, közelebbi kísérőit is ők védték, de más egyéb feladatokat is elláttak, például börtönök felügyelete, szertartások, összeesküvők kiiktatása, kémkedés.

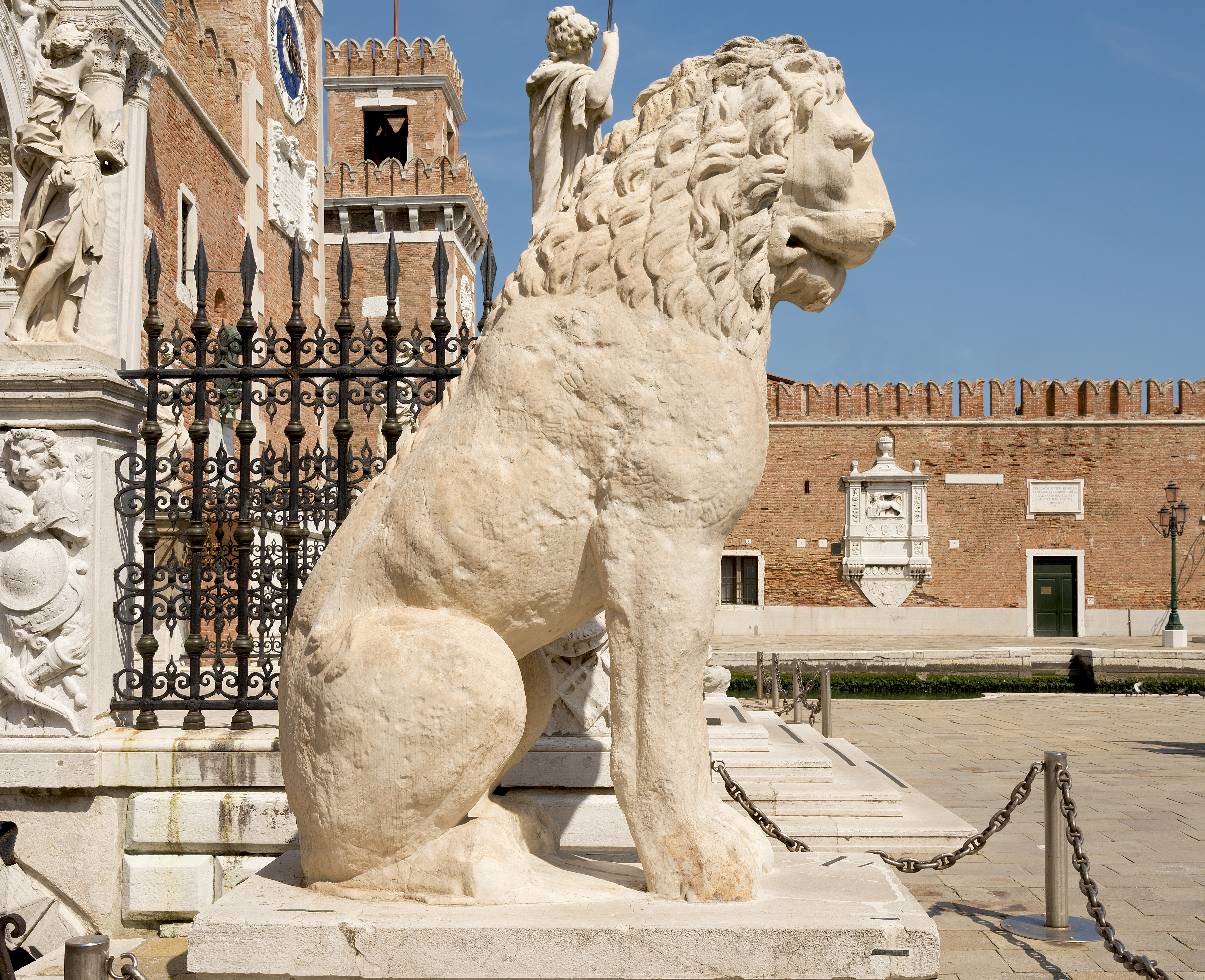
Egy pireuszi oroszlán szobor, melyen ma is jól láthatóak a rúnaírások. A rúnákat rusz viking zsoldosok vésték a szoborba Bizáncban (Kelet-Római Birodalom). A szobor ma Velence egyik terén látható.

A varég gárda ismert volt arról, hogy elsősorban észak-európai, túlnyomórészt svédekből, valamint a Rusz területén élt varégekből, de kisebb részben dánokból, norvégokból, majd később angolszászokból is állt.
Az évszázadok során sok varég zsoldos fordult meg Bizáncon kívüli, távolabbi helyeken, így például harcoltak Szicíliában, Észak-Afrikában, Normandiában is.
Ismertek voltak hűségükről, becsületükről, erejükről és szívósságukról. Egyes történészek szerint bal fülükben rubin fülbevalót viseltek.
Egyik legismertebb tagja volt Harald Hardrada, a későbbi III. Harald norvég király.
A varég gárdát a bizánciak csak a legkritikusabb pillanatokban, illetve a leghevesebb harcokban használták.
A kortárs bizánci krónikások rémülettel és lenyűgözéssel írtak róluk: "a skandinávok megjelenésükben és felszereltségükben is ijesztőek voltak, vakmerő dühvel támadtak, és nem törődtek sem a vérveszteséggel, sem a sebeikkel". A leírás valószínűleg a berserkerekre vonatkozik, mivel állítólag ez a transzállapot emberfeletti erőt és fájdalomérzetet adott nekik. Amikor a bizánci császár meghalt, a varégeknek egyedülálló joguk volt a császári kincstárba belépéshez, így annyi aranyat, ezüstöt és drágaköveket elvittek, amennyit csak tudtak.
Ez a kiváltság lehetővé tette sok varég testőr számára, hogy gazdag férfiként térjen haza, ami még több skandinávot ösztönzött arra, hogy jelentkezzenek a gárdába Miklagarðrban (svédül = Miklagård = 'A nagy város', azaz Konstantinápoly).
A Nyesztor-féle Őskrónika szerint a 9. század második felében a Novgorod körül élő szláv törzsek a közöttük levő folytonos harcok miatt elhatározták, hogy követséget indítanak egy tengerentúli fejedelemhez azzal, hogy „Földünk hatalmas és gazdag, de nincs közöttünk rend. …Jertek, uralkodjatok rajtunk.” A követek hívására három testvér indult el Skandináviából a kíséretükkel: Rurik, Szineusz és Truvor. Közülük a legidősebb, Rurik, Novgorod fejedelme lesz, és dinasztiája fennmarad a 17. század elejéig. Másik két testvére, és kíséretének két tagja, Aszkold és Dir is fejedelemséget alapít. Az Őskrónika idézett sorai a „vikingek behívásáról” a 18. századtól többször nagy vitákat gerjesztettek az orosz történelem e korszakáról: olyannyira, hogy többen utólagos betoldásnak nyilvánították, sőt: I. Erzsébet orosz cárnő (1741-1762) és Sztálin hatalmi szóval döntötték el a vitákat a „vikingek behívásának” történetét tagadva.
A 10. század végén létrehozták a Rusz államot, amelynek fővárosa Novgorod volt, déli felének központja pedig Kijev lett. 965-ben a novgorodi herceg a két fia között felosztotta országát, Vlagyimirnak (Valdemár) adta Novgorodot, Jaropolk pedig Kijevet kapta. Apjuk halála után Vlagyimir megtámadta és megölte fivérét, és újra egyesítette az országot. Ekkor lett a főváros Kijev, az ország új neve pedig Kijevi Rusz. Vlagyimir felvette a kereszténységet, halála után, 1015-ben szentté avatták. A Kijevi Rusz keresztény nyugatorosz állammá vált, egyre inkább elszlávosodott, és erős bizánci hatás alá került. Később a kunok betörése és a kereskedelmi utak fokozatos nyugatra tolódása miatt a nyugatorosz állam jelentősen meggyengült. A viking kor végén a Kijevi Rusz városai végleg szláv jellegűek lettek, és a varég befolyás a történelem lezárt fejezetei közé került.

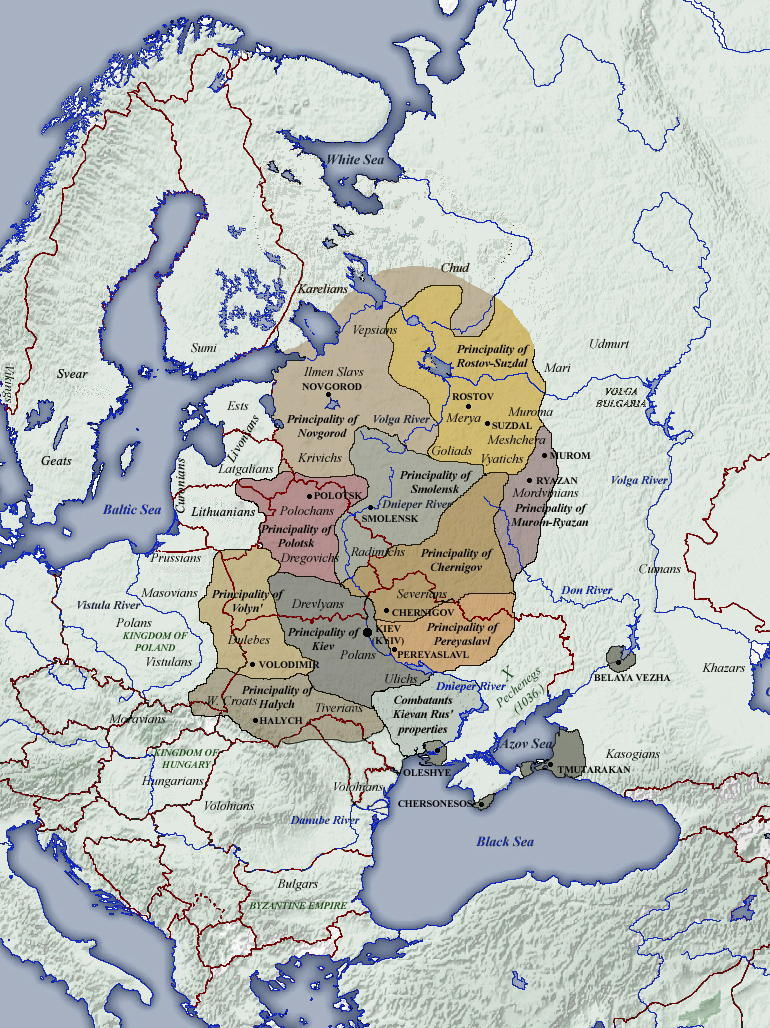
A későbbi Kijevi Rusz fejedelemségei (I. Jaroszláv kijevi nagyfejedelem halála után 1054-ben). (a háttértérkép egy modern európai térkép, amely a jelenlegi országhatárokat mutatja, valamint modern mesterséges vízi utakat és víztározókat Oroszországban)

A svéd vikingek a 10. században kísérletet tettek a nyugati terjeszkedésre is, elfoglalták Dánia egy részét, de mindössze negyven évig tartott a dániai svéd uralom. Ez volt szinte az egyetlen nyugatra irányuló komoly gyarmatosítási és letelepedési kísérletük, de tevékeny részük volt számos nyugat-európai fordulatban, hiszen az ottani viking seregekben a norvégok és a dánok mellett ők is harcoltak. 1040 körül hatalmas vállalkozásba kezdtek: Világjáró Yngvar a keleti muszlim országok ellen vezette seregét.
A krónikák szerint tevekaravánokkal eljutottak a mai Irak területére, ahol az Abbászida Kalifátussal is kereskedtek, illetve eljuthattak a szent földre, Jeruzsálembe is.
Yngvar hadjáratáról számos rúnakő tanúskodik, de nem rendelkezünk megbízható forrással a lefolyásáról.
A régészeti ásatások során, a mai Svédországban talált számos közel-keleti lelet is bizonyítja a rusz-bizánci-arab kereskedelmi kapcsolatokat.
Bár a svéd királyok közül sokan felvették a keresztény vallást, ennek ellenére a svédek maradtak a skandináv népek közül a legtovább pogányok. Az első misszionáriusok 829-ben érkeztek a svédek közé, de több mint háromszáz évbe telt, mire Svédország keresztény állammá vált.

## A dán vikingek
Dánia neve, Danmark a dánok markját, őrvidékét jelenti, mely szó fokozatosan az egész ország nevévé vált. Dánia szívét, Jütlandot a korai középkorban Dél-Schleswig meddő földjei teljesen elvágták a déli szomszédoktól, a szászoktól és a szlávoktól. A dánok előszeretettel és nagy tehetséggel közlekedtek a tengeren, így hódításaik iránya délnyugaton a fríz és frank partok felé, nyugaton pedig Anglia felé irányult.
Godfred dán király már a 9. század elején megpróbálta megszerezni Nagy Károlytól a fríz partvidéket, s ezzel védekezésre késztette a császárt, aki ennek megfelelően átfogó tervet dolgozott ki, ő és utódai ezt követték. Halála után Franciaországot belső viszályok gyengítették, s ezt a dán vikingek habozás nélkül kihasználták: 834-ben lerohanták Friesland gazdag kereskedelmi központját, Dorestadot, melyet a tengerparti védelmi rendszer sem védett meg. Az első támadást több követte, de Dorestad végső pusztulását nem a vikingek okozták, hanem a természet: 864-ben árvíz pusztította a várost és eltérítette a Rajna folyását, ami addig a város gazdasági ütőere volt. A régi meder elhomokosodott és hajózásra használhatatlanná vált.
A frank birodalmat 843-ban a verduni szerződésben felosztották, ami a vikingeknek kitűnő lehetőséget szolgáltatott az újabb támadásokra, megszállásra. Mikor már Párizst fenyegették, Kopasz Károly arra kényszerült, hogy a dánoknak danegeldet, hadisarcot fizessen, vagyis megvásárolja a viszonylagos békét. Miután Angliában Nagy Alfréd sikeresen védekezett a vikingek ellen, azok inkább a kontinenst választották újabb rablóhadjáratuk színhelyeként, és 878-tól kezdődően tizenhárom éven keresztül módszeresen végigdúlták Franciaországot, Flandriát, Belgiumot és Németország északi részét. Bár a franciák 881-ben Saucourt-nál győzelmet arattak a dánok felett, ezt nem tudták kiaknázni, és Kövér Károly újra danegeldet fizetett. A viking hadjáratnak a 892-es pestisjárvány vetett véget, de 896-ban újra megjelentek a Szajnán, s ekkor már nem a fosztogatás volt a céljuk: tudatos erőfeszítéseket tettek a gyarmatosításra.

### Normandia

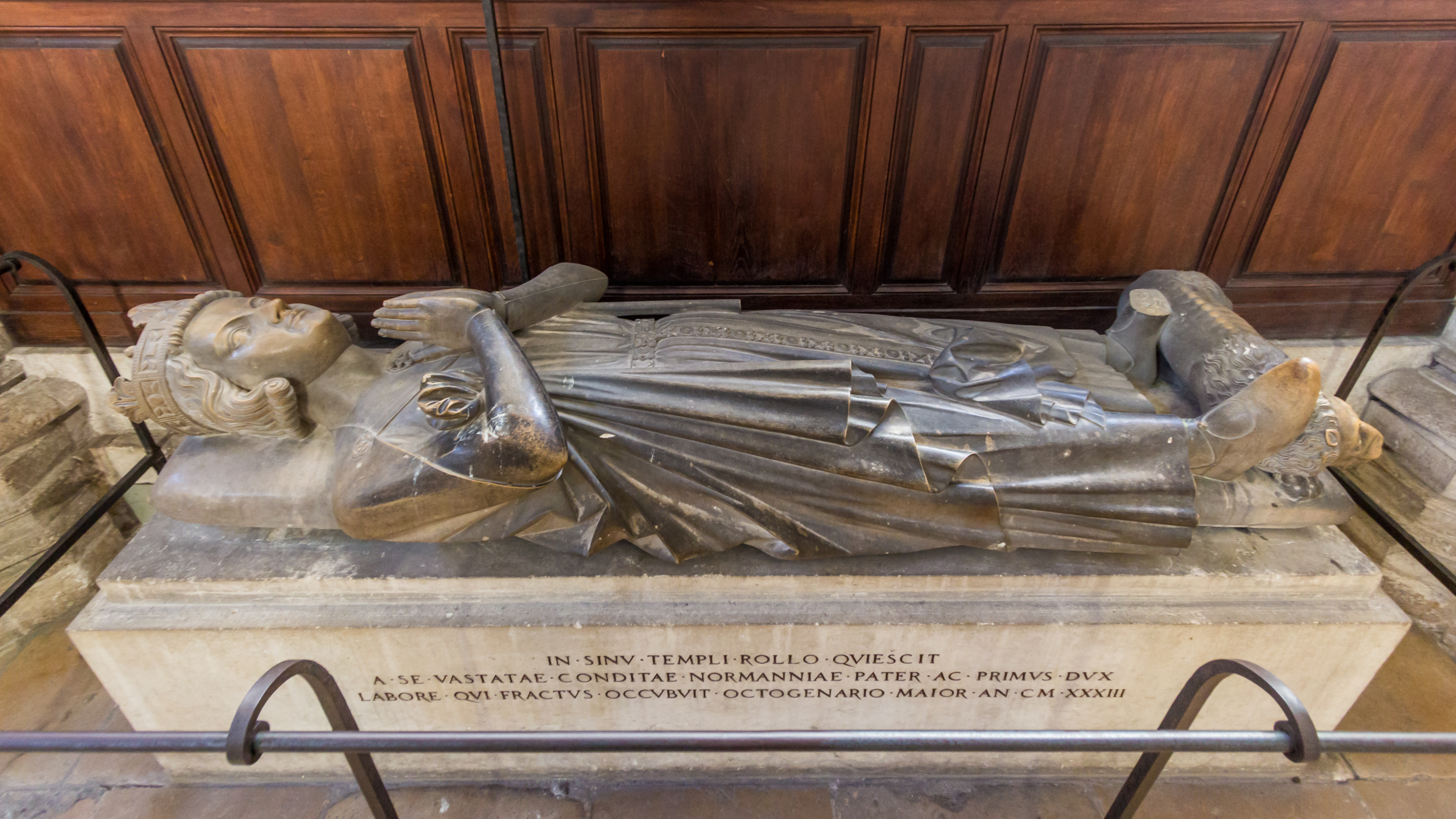
Rollo sírja a roueni katedrálisban

A normandiai hercegség eredetileg skandináv gyarmatként jött létre. Rollo, az első normandiai herceg származása bizonytalan, egyes források dánnak, mások norvégnak tartják. Annyi bizonyos, hogy seregének többségét dán harcosok alkották. Már azelőtt elfoglalta Észak-Franciaország egy részét, mielőtt Együgyű Károly 911-ben átadta volna mint hercegséget, tehát a király már egy fennálló állapotot szentesített. Az uralkodó feltétele az volt, hogy Rollo hűségesküt tesz neki és megvédi a területet a viking támadásoktól. Ezt a herceg be is tartotta, s olykor a Loire menti vikingekkel összefogva harcolt saját honfitársai ellen.
A következő évszázadokban Normandia vegyes frank-normann hercegség volt. A normannok átvették a feudális társadalmi berendezkedést a skandináv társadalomtól, amely alapvetően az egyenlőségen alapult, teljesen idegen volt. Normandiában nem volt népgyűlés vagy bármilyen más ilyen jellegű összejövetel, és a skandináv jogrendet is teljesen elvetették. A normandiai parasztok gyűlését, amelyen az erdőkre és a vizekre vonatkozó jogaikat akarták érvényesíteni, brutálisan megtorolták. 

### Dán királyok Anglia trónján
Angliában a dán beáramlás 835-ben kezdődött. Mivel a Wessexi Királyság elleni hadjáratuk sikertelennek bizonyult, portyáikat inkább Kelet-Anglia irányába, s onnan északra folytatták. Állandó összeütközésbe kerültek a Dél-Angliában uralkodó királyokkal, sőt Nagy Alfréd is kénytelen volt danegeldet fizetni, hogy időt nyerjen. De 878 tavaszán döntő vereséget mért a vikingekre, s 886-ban Londont is felszabadította. Halála idején Dél-Anglia szabad volt, a Temzétől északra pedig a dán törvény alatt álló terület, a Danelag (angolul Danelaw) feküdt, amely ellen Alfréd utóda, I. Edward angol király sikeres háborút folytatott. Ő és fia, Æthelstan szinte kiszorította a dánokat Anglia területéről, így az ország életében aránylag békés időszak következett, amely a gyönge és határozatlan II. Ethelred trónra lépésével ért véget. A vikingek újraindították portyáikat, s a helyzet olyan súlyossá vált, hogy 991-től az angolok ismét nagy összegű danegeld fizetésével váltották meg a békét.

A Danelag területe 878-ban

Gügye Ethelred parancsára 1002. november 13-án az angolok legyilkolták az országban élő összes dánt. Az áldozatok között ott volt Villásszakállú Sven dán király nővére és több családtagja. A dánok több büntető hadjárata és rablóportyája után 1013-ban Sven gyors és sikeres hadjáratot folytatott Anglia ellen, és az ország egyeduralkodója lett, de 1014-ben hirtelen meghalt. Az angolok visszahívták a Normandiába menekült Ethelredet, akinek fia, Vasbordájú Edmund sikeres támadásokat indított a vikingek ellen, akiket Sven fia, Nagy Knut vezetett. Ethelred halála után Edmund lett a király, és egyezséget kötött Knuttal, melynek értelmében Wessex Edmundé lett, Anglia többi része Knuté. Edmund röviddel később hirtelen meghalt, s Wessex is a dánoké lett.
Knut számára Anglia független királyság volt, ezért a viking flotta nagy részét hazaküldte, de a harcosoknak az addigi legnagyobb összegű danegeldet fizette. Oxfordban nemzetgyűlést hívott össze, ahol megegyeztek az új alkotmányban, amely a régi angol jogon alapult. Knut bátyja halála után Dánia trónját is elfoglalta, majd összetűzésbe került a norvégokkal, melynek folyományaként kiterjesztette hatalmát Norvégiára is. Nagy Knut volt Anglia legjelentősebb dán uralkodója, aki jó kapcsolatokat ápolt az egyházzal, másrészt bizonyította, hogy uralkodása az angol nemzeti kormányzás folytatása. Nemzetközileg is sikeres politikát folytatott, védte és támogatta az országán áthaladó zarándokokat, valamint jó kapcsolatokat épített ki Európa uralkodóival.
Nagy Knut halála után 1035 és 1037 között zavaros időszak következett, majd fia, Nyúllábú Harold lett a király. Hirtelen halála után Knutnak és Ethelred özvegyének, Emmának a fia, Hardaknut (vagy Hardeknut) foglalta el a trónt, aki viszont elveszítette Dániát, ugyanis azt a norvégok foglalták el. Hardaknut 1042-ben meghalt, állítólag halálra itta magát egy ünnepélyen. Örökösévé féltestvérét, Ethelred és Emma fiát, az angolszász Hitvalló Eduárdot tette.
Hardaknut halálával véget ért ugyan a dán uralom, de nem értek véget a viking portyák. A normann hódítás után három évvel a dánok újra nagy erőkkel támadták Angliát, de Hódító Vilmosban emberükre akadtak. Vilmos semmit sem kímélve a felperzselt föld taktikáját alkalmazta, hogy megakadályozza a betolakodók támadását. Később a normann uralkodó kiegyezett a dánokkal, s azok elhagyták Anglia területét. Még egy kísérlet történt a szigetország megtámadására 1085-ben, akkor egy dániai lázadás hiúsította meg a viking flotta indulását. Angliát ezután többé nem fenyegették a vikingek.

## A norvég vikingek

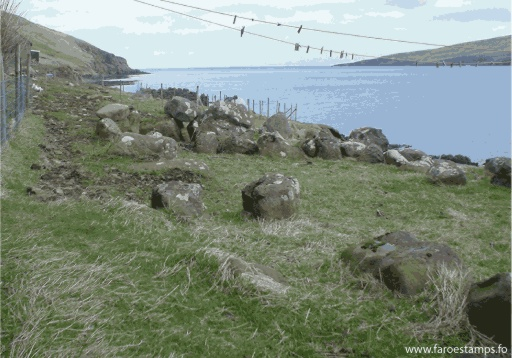
Viking templom romjai Feröeren

Norvégia nevének, a Norge névnek kereskedelemre utaló gyökerei vannak, azt az északi kereskedelmi utat jelölte, amely Norvégia partvidékén fut végig Skiringssaltól egészen fel a Fehér-tengerig. Ezen az úton szállították a fókabőrt, prémeket és a rozmárfogat. A viking portyák irányát, éppen úgy, mint más skandináv országok esetében, Norvégia földrajzi helyzete szabta meg. A norvég származású vikingek előszeretettel kalandoztak az Atlanti-óceán addig ismeretlen északi részén, elfoglalták Skócia északi szigeteit, s innen jutottak el Írországba, a Man-szigetre, az Ír-tenger egész partvidékére. Mélyen behatoltak Anglia területére, és a dánokkal együtt jutottak le Észak- és Dél-Franciaországba, valamint a Földközi-tengerre.
Norvégia területe a viking kor elején még több király és jarl között oszlott meg. A királyi szervezet csak a 9. század második felében kezdett kialakulni, amikor Széphajú Harald került trónra, és hatalma oly jelentősen megerősödött, hogy képes volt Norvégia területét egyesíteni. Az ő politikájának egyik következménye volt a norvég gyarmatosítások kezdete, hiszen sokan elmenekültek. Ekkor kezdődött Feröer és Izland benépesítése.
A sok kis királyságra aprózódott Írországban már korábban megjelentek a norvégok, s ők lettek az urai az ország nagy részének. Az írek már vagy négyszáz éve keresztények voltak, és élénk oktatási és hittérítő tevékenységet folytattak. A két népnek olyan eltérő kultúrája és társadalmi berendezkedése volt, hogy az asszimiláció szóba sem kerülhetett. Amikor a dán vikingek is felbukkantak, az írek bennük kerestek szövetségest, de a norvégok úrrá lettek a helyzeten. 901-ben azonban az írek elfoglalták Dublint, amit a vikingek két győztes csatával toroltak meg. Ezután több mint fél évszázadra biztosították az írországi norvég uralmat. Valamelyest közeledés is történt a két nép között, hiszen egyre több norvég tért át a keresztény hitre. Közben néhány rátermett vezetőnek köszönhetően megfordult az írek szerencséje és Brian Boroimhe 1000 után megteremtette az egész Írországra kiterjedő egyeduralmát. Ezután is folytatódtak a csetepaték, míg az írek az angolok segítségét nem kérték a 12. században. Ezzel kezdődött meg az angolok több mint hétszáz évig tartó uralma.
A norvégok kedvenc területe Franciaországban az atlanti partvidék volt, innen indultak az ország belsejébe irányuló portyáikra és a Földközi-tenger felé. 844-ben Spanyolország ellen indultak. Az első alkalommal Lisszabont, Cádizt és Sevillát is elfoglalták. 859-ben hatvankét hajóból álló flotta indult el, és átkeltek Marokkóba, eljutottak Észak-Itáliába és kifosztották Pisát.

### Feröer benépesítése
Feröer első írásos említése Dicuil ír szerzetes 825-ben írt Liber de Mensura orbis Terrae című munkájában található. E szerint a korábban itt élt remetéket a vikingek támadásai űzték el a szigetről. Ugyancsak ő tesz említést arról, hogy az Izlandon 795 körül megtelepedő szerzetesek feltehetőleg a vikingek támadásai elől költöztek a szigetre.
A Feröeriek sagája részben ellentmondásos információkat tartalmaz az első viking telepesekre vonatkozóan, de ha igaz, hogy az első telepes, a Funningurban lakó Grímur Kamban unokája részt vett egy izlandi expedíción 874-ben, akkor a honfoglalás mintegy fél évszázaddal korábbra, 825 körülre tehető.
A bevándorlás fő időszaka a 9. század volt, amikor Norvégiából érkeztek telepesek. A honfoglalás két fő hullámból állt: először 820-860 körül norvégiai menekülők, majd 880-900 körül írországi és skóciai vikingek érkeztek.

### Izland gyarmatosítása
Izlandon már a norvégok érkezése előtt is élt néhány kelta szerzetes, akik azután elhagyták a szigetet. A sagák szerint három ízben kötöttek ki norvég hajók Izland partjainál, mielőtt megindult volna a letelepedés. A harmadik hajós, Floki nem találta a szigetet elég vonzónak, ezért elnevezte Jégföldnek, azaz Izlandnak.
Az izlandi honfoglalás a 9. század végén, a 10. század elején zajlott le, s elsőnek jórészt olyan vikingek érkeztek, akik Széphajú Harald uralkodása alatt menekültek el. Az 1200 után keletkezett Landnámabók (a honfoglalás könyve) szerint elsősorban Norvégia nyugati részéről és Írország norvégok lakta részeiről érkeztek. Jöttek Kelet-Norvégiából és Svédországból is, de Dániából senki nem telepedett le. Az Írországból érkezettek által hozott kelta befolyásnak köszönhető elsősorban, hogy az izlandiak különböznek a norvégoktól.
A szokás szerint az új telepes a part közelében a hajóról ledobta díszszékének faragott oszlopait a tengerbe, s ahol azok partot értek, ott foglalt földet magának és a társainak. Az egyik legkorábban érkezett viking, Ingólfur Arnarson díszszékének oszlopait az áramlás egy meleg, gőzölgő forrásokban gazdag partvidékre sodorta. Arnarson ezt a területet elnevezte „füstölgő öbölnek”, azaz Reykjavíknak.

### Grönland felfedezése és gyarmatosítása
900 körül egy Gunnbjörn nevű viking Izlandra akart eljutni, de eltévesztette az irányt, és megpillantotta Grönlandot, amelyen ugyan nem kötött ki, de elnevezte Gunnbjörn szirtjének. Majd száz évig nem is járt arra újabb hajós, míg Vörös Erik, akit három évig száműztek, és ezt az időt utazással akarta eltölteni, társaival meg nem jelent Grönland partjainál, és a sziget kellemesebb klímájú délnyugati részén partra nem szállt. Három telet töltöttek itt, majd, mivel Erik száműzetése letelt, hazatértek. Erik a szigetet Grönlandnak, „zöld földnek” nevezte el, hogy csábítóbbá tegye honfitársai előtt, akik közül sokan csatlakoztak hozzá a következő úton. A következő nyáron huszonöt hajóból álló flotta indult a szigetre, amiből csak tizennégy ért oda, ám a következő években egyre több betelepülő érkezett. Dán régészek majd háromszáz tanya maradványait tárták fel.

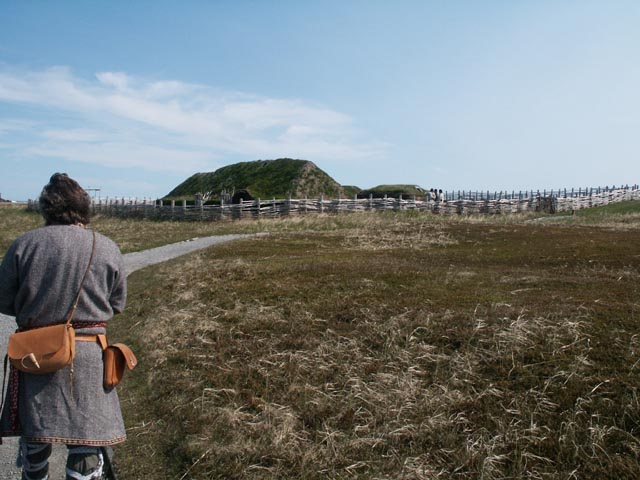
Viking település rekonstrukciója Grönlandon

Grönlandon a norvégok főleg a háziállatok (szarvasmarhák, kecskék és juhok) tartásából tartották fenn magukat, valamint halásztak és vadásztak (főleg jegesmedvére és rozmárra). Vörös Erik élete további részét az általa épített tanyán töltötte, amelyet Brattahlidnek nevezett, s amelynek valószínűsíthető maradványait 1932-ben tárták fel.
A grönlandi viking kolóniák feltehetően a 15. század során tűntek el: a pontos időpont bizonytalan. Egyes vélemények szerint a hiányos táplálkozás vagy a betegségek végeztek velük, mások szerint harcban álltak az eszkimókkal (akiket ők „skraelingeknek” neveztek) – bár más források szerint azonban békében éltek velük. Az a körülmény, hogy templomaikat felgyújtották, arra enged következtetni, hogy esetleg kalóztámadások érhették őket. Egyes kutatók szerint az éghajlat változása, egy általános lehűlés miatt az életfeltételeik romlottak. Annyi bizonyos, hogy az általuk forgalmazott kereskedelmi cikkekre (fókabőr, rozmáragyar) a kereslet visszaesett. A kolóniák tagjai elpusztulhattak, visszatelepülhettek Izlandra, vagy áttelepülhettek az amerikai kontinensre, ahol nyomuk veszett.
A grönlandi viking telepesek az óhazából hozott ismereteik és eszközeik segítségével a grönlandi viszonyok között hosszú távon nem tudtak önellátó telepeket létrehozni, például az alapvető fából és acélból is behozatalra szorultak. A legújabb kutatások az alábbi tényezőket emelik a sikertelen kolonizáció főbb okaiként:
- A törékeny grönlandi környezet a rövid vegetációs időszak mellett nem volt alkalmas a legeltető nagyállattartásra hosszú távon: a grönlandi viszonyok mellett a telepesek az óhazában megismert életszínvonalukat is nehezen tudták elérni. Grönlandon hosszú távon csak az eszkimók – vikingek számára kezdetleges – módszereivel lehetett megélni.
- A hőmérséklet alig változott Dél-Grönland benépesülése során, de az éghajlat az idő múlásával folyamatosan szárazabbá vált.[7]
- A 14. század közepén a Skandináviát is elérő nagy pestisjárvány gazdaságilag meggyengítette az óhazát, és az 1397-ben létrejött Kalmari unió után a közös uralkodó kevesebb figyelmet szentelt a grönlandi kolóniákra – így lazultak a kapcsolatok az óhazával, ami elsősorban Norvégia volt.[8]

Korábban úgy gondolták a tudósok, hogy a 15. század elejétől elkezdődött a kb. 400 évig tartó „kis jégkorszaknak” nevezett lehűlés rontotta a telepesek kilátásait, de ezt az újabb kutatások megcáfolták.

### Amerika felfedezése
Amerika vikingek általi felfedezésének történetét a sagákból ismerjük. Ezek szerint kb. 986-ban Bjarni Herfjolsson Izlandról Grönlandra akart eljutni, de eltévesztette az irányt, és egy teljesen ismeretlen partot pillantott meg. Bár nem szállt partra, felfedezésének hírét elvitte honfitársainak, akik közül Leif Eriksson valószínűleg 992-ben elindult, hogy felkutassa az ismeretlen földet. Először csak köves partot pillantottak meg, amit elneveztek Hellulandnak, Laposkőországnak (valószínűleg Baffin-föld), majd sűrű erdőt láttak, amit Marklandnak, Erdőországnak neveztek el (valószínűleg Labrador), végül dús fűvel borított területet (Új-Fundland és Cape Cod között). Felhajóztak egy folyón, és házat építettek egy területen, amelyet Vinlandnak, Borföldnek neveztek el, mert Leif mostohaapja szőlőt (vagy más, borkészítésre alkalmas bogyós gyümölcsöt) talált az egyik felderítő útja során. (A Vinland elnevezésre más magyarázatot is találtak a kutatók. A vin szó füves területet jelöl, ellenben a vín szóval, amelynek jelentése bor vagy szőlő. Új-Fundlandon viszont a szőlő nem terem meg, ezért a tudósok szerint Leif inkább az állattartás szempontjából fontos zöld legelőkről nevezte el a területet Füves országnak, de az elnevezésnek ez az eredete a sagák lejegyzésének időpontjára elhomályosult.) A felfedezők megfigyelték, hogy a nappalok és éjszakák hossza nem különbözik annyira, mint Grönlandon, valamint a tél nem annyira hideg. Miután sikeresen kiteleltek, visszatértek Grönlandra.
A következő saga Leif bátyjának, Thorvaldnak a történetét meséli el, aki öccse nyomdokain haladva társaival szintén eljutott Vinlandba, ahol kiteleltek, majd felfedező utakat tettek a terület partvidékén. Egy újabb év után már a letelepedés gondolatával foglalkoztak, amikor összeütközésbe kerültek az indián bennszülöttekkel. Az összecsapás során Thorvald megsebesült és meghalt, társai ezután visszatértek Grönlandra. A sagák szerint ezután is több expedíció indult Vinland földjére, amelyből kitűnik, hogy a vikingek komolyan foglalkoztak a felfedezett terület gyarmatosításával, de a feladat meghaladta az erejüket. Túl messze voltak a hazai támaszpontoktól, nem rendelkeztek hatékony fegyverekkel sem, mint a későbbi spanyol konkvisztádorok, és a bennszülöttek ellenállása is igen nagy volt. Ez volt a vikingek korának utolsó nagyszabású erőpróbája, amely ha sikeres, talán más irányt adhatott volna az egész emberi történelemnek. Ezen sagák leírását a régészeti leletek is megerősítik annyiban, hogy Új-Fundlandon valóban megtalálták egy régi viking település maradványait.
A sagák szerint a vikingek egyik észak-amerikai expedíciójában részt vett egy Tyrker nevezetű férfi, aki nem teljesen kizárt, hogy a vikingekhez csapódott magyar ember volt, mivel az idő tájt Európában többek között a magyarokat is türköknek nevezték. Egyesek szerint Amerikában a vikingek talán eljuthattak a Karib-tenger térségébe is. Ezt arra alapozzák, hogy az aztékok egyik istene, a jóságos Quetzalcoatl az indiánok mondái szerint vörös hajú, fehér bőrű szakállas ember volt, aki a tenger (nyugat) felől érkezett „szárnyas” hajókkal, majd oda (keletnek) távozott, de megígérte, hogy egyszer visszatér. A leírás ráillik a vikingekre és hajóikra. Amikor Hernán Cortés spanyol konkvisztádor 1519-ben a Yucatán-félszigeten partra szállt, az akkori aztékok Quetzalcoatl utódjának tartották, aki majd megdönti a véres, emberáldozatokat követelő Huitzilopochtli isten uralmát.

## Az izlandiak
Letelepedésük után az izlandiak a norvég jogrendet tartották meg, és a korabeli norvéggel azonos nyelvet beszéltek. Nyelvük azóta is nagymértékben megőrizte akkori vonásait, míg a norvég időközben jelentős változásokon ment át. Rövid idő múlva a letelepedett izlandiak elkezdték magukat független népnek tekinteni. A letelepedés 930 körül befejeződött, s a sziget belsejét egyre több juh népesítette be, amely az izlandiak első számú háziállata volt. Az első országgyűlést 930-ban tartották, s itt rögzítették az alkotmányt, amelynek alapja az Alþingi (Althing), az országgyűlés volt, amelyet ezután évenként tartottak meg. Itt hallgatták meg a törvényeket, és itt intézték el peres ügyeiket, de tartottak versenyeket és vásárokat is. Az izlandi szabad államban nem volt király, az igazi hatalmat a nemzetségfők gyakorolták.
A kereszténység felvétele nem volt akadálymentes, de 1000 körül egy országgyűlésen megegyezésre jutottak: hogy elkerüljék a megosztottságot, mindannyian áttértek a keresztény hitre. Ez a döntés, amelyben egy nép közös elhatározás alapján cserélte fel vallását, egyedülálló a történelemben.
A 11. században három kiváló helytartó játszott nagy szerepet Izland történelmében: Fehér Gizur, a fia és az unokája. Fia, Islief lett az első izlandi születésű püspök, akit az ő fia, Gizur követett a püspöki székben. A feljegyzések szerint az ő idejében Izlandon béke és nyugalom volt, de előtte és utána is ellenségeskedések zavarták meg a sziget csendjét.

## A vikingek történelmi szerepe

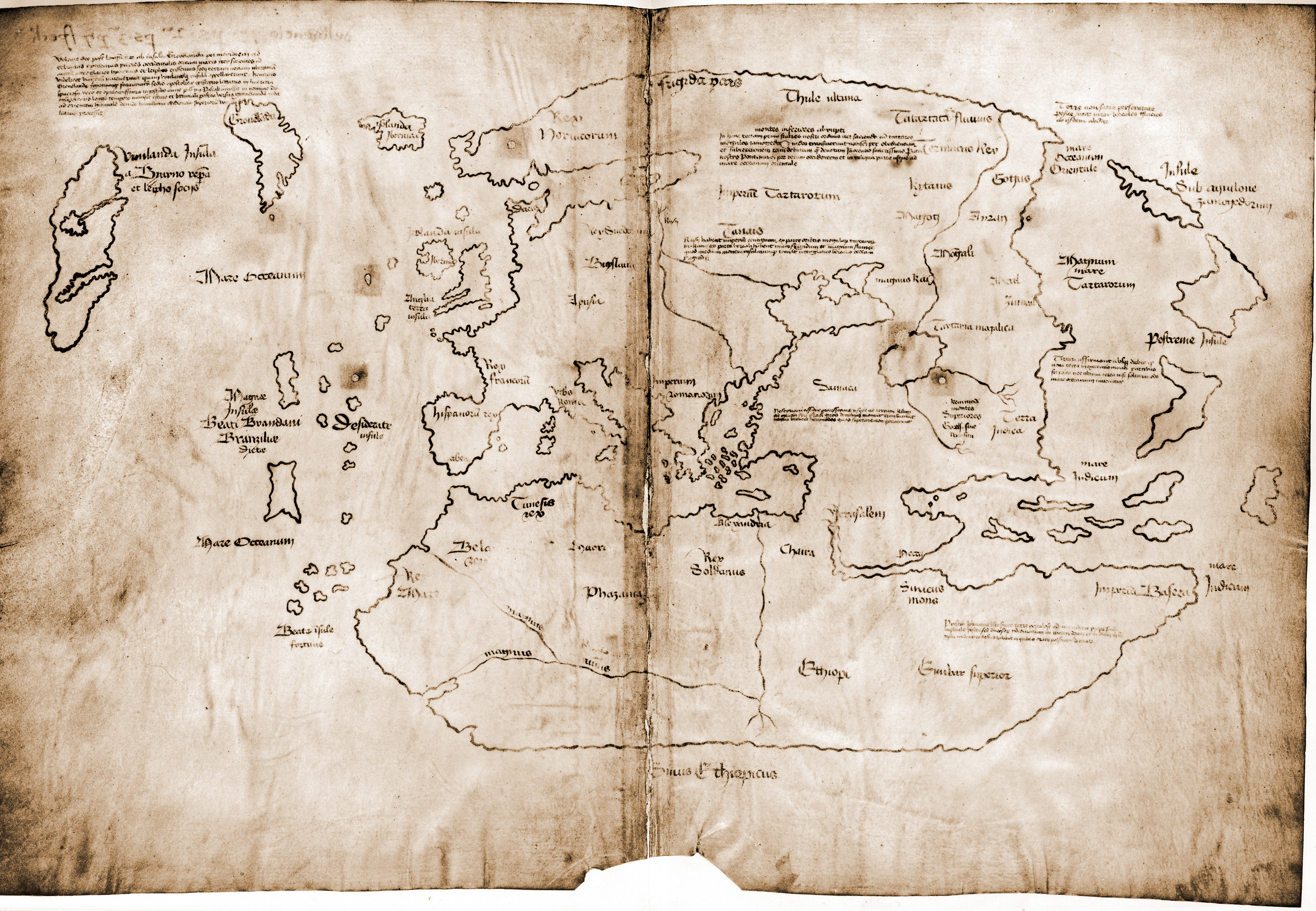
Vinland térképe (13. századi térkép 15. századi másolata)

A vikingek kora tulajdonképpen a kereszténység térhódításával ért véget. Dániában Kékfogú Harald volt az első uralkodó, aki – 960-ban – áttért az új hitre, amely már Nagy Knut uralkodása alatt gyökeret vert. Norvégiában Széphajú Harald fia, a 960-ban elhunyt Jó Haakon volt az első keresztény király, de a nép megtérítését majd fél évszázaddal később Szent Olaf végezte el erőszakos és kegyetlen eszközökkel, amelyek Dániára nem voltak jellemzőek. A pogány hit Svédországban tartotta magát legtovább, csak a 12. századra tűnt el.
A három évszázadon át tartó viking kalandozás nem nevezhető népvándorlásnak, hiszen egészen mások voltak a mozgatórugói, és hiányzott az a külső nyomás, amely a nagy népvándorlások elsődleges oka. Bár korszakuk Nyugat-Európában, főleg Angliában és Franciaországban nagy változásokat hozott létre, Európa egészét nézve nem mondható el, hogy nagy hatással lettek volna gazdaságára vagy politikájára. Természetesen nem hanyagolható el tevékenységük, mint vakmerő felfedezőké, ismeretlen területek első telepeseié. A hajóépítés és a navigáció tudományának páratlan ismerete, a szinte általános írástudás egyedülállókká teszi őket a középkor történelmében. A viking kor hatása elsősorban magukon a skandináv országokon mérhető le. A korszak elejei pogány, többistenhitű és – Svédország kivételével – szétdarabolt országokból a vikingek eltűnésére egységes, keresztény királyságok alakultak ki, amelyeket átjártak az európai hatások, és amelyek ezáltal nem gyöngébbek, hanem mások lettek.
Valamit azért ők is adtak Európának, még ha hatása csak gyöngén volt érezhető. Az ókori Athénon kívül a közvetlen képviseleten alapuló demokrácia legtisztább formája Izlandon valósult meg, a köztársaság első három évszázadában. Az egyenlőségen alapuló skandináv társadalmi berendezkedés, amelyet a Danelagon is bevezettek, éreztette hatását Anglia későbbi jogrendjében, hiszen a többségi esküdtszéki határozat elvét és a bíróság fölesketésének szokását a dánoknak köszönhetjük. A viking jogrend és gondolkodásmód ötvöződött az angolszász joghagyománnyal, és ez máig ható következményekkel járt az európai gondolkodásban.

## Viking kronológia
| Skandinávia                                                                             | Európa és az Atlanti-óceán északi része                                                                               |
| --------------------------------------------------------------------------------------- | --- |
| 790-es évek A vikingek támadásainak kezdete Nyugat-Európában                            | 790-es évek Első viking támadások Skócia és Írország ellen                                                            |
|                                                                                         | 793 A vikingek megtámadják Lindisfarne kolostorát                                                                     |
|                                                                                         | 799 A vikingek megtámadják a frankokat                                                                                |
| 800-as évek Godfred dán király megépíti a határvédő sáncot, a Danevirket                | 800 Nagy Károly megkoronázása                                                                                         |
| 825 körül A dánok pénzt vernek Hedeby-ben                                               | |
| 820-as évek Ansgar misszionáriusai Dániába és Svédországba utaznak (829-831)            | |
| 834 Az Osebergi hajós temetkezés, Norvégia                                              | 834-837 Viking támadások Dorestad ellen                                                                               |
|                                                                                         | 844 Viking támadások Spanyolországban                                                                                 |
|                                                                                         | 845 Hamburg és Párizs kifosztása. A frankok először fizetnek danegeldet                                               |
|                                                                                         | 856-857, 861 A vikingek megostromolják Párizst                                                                        |
|                                                                                         | 860 körül A norvégok letelepednek Feröeren                                                                            |
|                                                                                         | 871-899 Nagy Alfréd Wessex királya                                                                                    |
| 880-as évek I. (Széphajú) Harald (870 körül-940 körül) egyesítési kísérlete Norvégiában | 882 körül Oleg varég vezér elfoglalta Kijevet és oda helyezte át székhelyét Novgorodból, ezzel létrejön a Kijevi Rusz |
| 890 körül A hafrsfjordi csata, Norvégia                                                 | 885-886 Párizs ostroma                                                                                                |
|                                                                                         | 902 A vikingeket kiűzik Dublinból                                                                                     |
| 911 A viking vezér, Rollo megalapítja a Normandiai Hercegséget                          | 912 Viking portyák a Kaszpi-tengeren                                                                                  |
|                                                                                         | 914 Viking hódítás Britanniában                                                                                       |
|                                                                                         | 930 Az izlandi parlament, az Alþingi megalapítása                                                                     |
| 934-960 körül I. (Jóságos) Haakon norvég király megkísérli megtéríteni Norvégiát        | 954 A stainmore-i csata                                                                                               |
| 958-959 III. Gorm dán király temetése Jellingben                                        | |
| 958-987 I. (Kékfogú) Harald Dánia királya                                               | |
| 964-1000 körül Olaf Tryggvason Norvégia királya                                         | |
| 970 körül Sigtuna svéd város megalapítása                                               | 980 A tarai csata, Írország                                                                                           |
| 987-1014 körül Villásszakállú Svend Dánia királya                                       | 980-1015 I. Vlagyimir kijevi nagyfejedelem                                                                            |
| 995-1021/1022 körül III. (Kincses) Olaf Svédország királya                              | 985 körül Vörös Erik megérkezik Grönlandra                                                                            |
| 1000 körül A svolderi csata és Olaf Tryggvason halála                                   | 1000 körül Izland felveszi a keresztény vallást. Utazások Vinlandra                                                   |
|                                                                                         | 1002 A dánok elleni tömegmészárlás Ethelred parancsára                                                                |
|                                                                                         | 1014 Villásszakállú Sven elfoglalja Angliát                                                                           |
|                                                                                         | 1015-1054 I. Jaroszláv kijevi nagyfejedelem                                                                           |
| 1019-1035 Nagy Knut Dánia és Norvégia királya                                           | 1016-1035 Nagy Knut Anglia királya                                                                                    |
| 1040 körül Világjáró Ingvar expedíciója keletre                                         | |
| 1042-1047 I. (Jóságos) Magnus Norvégia királya                                          | |
| 1047-1066 Keménykezű Harald Norvégia királya                                            | 1050 körül Püspökség alapítása Orkney-ban                                                                             |
| 1047-1074 Svend Estridsson Dánia királya                                                | 1056 Az első izlandi püspökség alapítása                                                                              |
| 1066 Hedebyt kifosztják a szlávok                                                       | 1066 A Stamford Bridge-i csata, a hastingsi csata. A normannok elfoglalják Angliát                                    |
| 1066-1093 III. (Csendes) Olaf norvég király                                             | 1066-1087 I. Vilmos Anglia királya                                                                                    |
| 1070 körül Az urnesi dongatemplom építése Norvégiában                                   | 1069 Dán kísérlet Anglia elfoglalására                                                                                |
| 1070 Brémai Ádám leírása az uppsalai pogány templomról                                  | 1091 A normannok elfoglalják Szicíliát                                                                                |
|                                                                                         | 1096-1099 Az első keresztes hadjárat                                                                                  |
| 1103 A Lundi érsekség fennhatósága egész Skandináviában                                 | 1103 Csupaszlábú Magnus norvég királyt megölik Írországban                                                            |
|                                                                                         | 1106 Hólarban megalapítják a második izlandi püspökséget                                                              |
|                                                                                         | 1125 körül Püspökség Grönlandon, Gardarban                                                                            |
|                                                                                         | 1260 körül Az izlandiak adót fizetnek a norvég uralkodónak. Izland elveszíti függetlenségét                           |

## Korabeli források a vikingekről
- 840: Ibn Horradadbeh beszámolója a svédekről
- 9. század: Nagy Alfréd kereskedelmi útjainak leírása
- 880 körül: a nagy hittérítő, Ansgar életrajza
- 921-922: Ibn Fadlan arab követ beszámolója a volgai ruszokról
- 950 körül: Ibn Rusztah arab csillagász és földrajztudós beszámolója a ruszokról
- 950 körül: al-Tarthusi arab kereskedő látogatása Hedebyben
- 1000 körül: Merseburgi Thietmar beszámolója a vikingek áldozati ünnepéről
- 1070-75: Brémai Ádám leírása Skandinávia földrajzáról, népeiről
- 11-12. század: a Nesztor krónika a ruszok eredetéről
- 12. század eleje: Canterbury Aelnoth szerzetes beszámolója a svédországi keresztények helyzetéről
- 1130: Ari Þorgilsson: Íslendingabók (Az izlandiak könyve) Izland 870 és 1120 közötti történelméről
- 1200 után: Landnámabók (A honfoglalás könyve) az izlandi letelepedés története, a letelepedők eredete, földbirtokaik stb.